# IC 247
IC 247 је спирална галаксија у сазвјежђу Кит која се налази на листи објеката дубоког неба у Индекс каталогу.
Деклинација објекта је - 11° 44' 0" а ректасцензија 2h 40m 8,7s. Привидна величина (магнитуда) објекта IC 247 износи 14,0 а фотографска магнитуда 14,8. IC 247 је још познат и под ознакама MCG -2-7-52, NPM1G -11.0103, PGC 10100.